# Oenomys
Oenomys is een geslacht van knaagdieren uit de muizen en ratten van de Oude Wereld dat voorkomt van Guinee tot Ethiopië en Noord-Angola. Beide soorten leven in regenwouden. Het geslacht is waarschijnlijk het nauwst verwant aan Lamottemys en Thamnomys. Er zijn Pliocene en Pleistocene fossielen bekend uit Oost-Afrika.
De rug is lichtbruin, met rode of oranje stukken bij de neus en de achterkant van de romp. De kop-romplengte bedraagt 13 tot 18 centimeter, de staartlengte 14 tot 21 centimeter en het gewicht 50 tot 121 gram. Deze dieren leven deels in bomen en zijn 's nachts actief. Ze eten bladeren, wortels, jonge planten, zaden en insecten.
Er zijn twee soorten:
- Oenomys hypoxanthus (Zuid-Nigeria tot Zuidwest-Ethiopië, West-Tanzania en West-Angola)
- Oenomys ornatus (Zuidoost-Guinee, Oost-Sierra Leone en Zuid-Ghana)